# Pipobroman
Pipobroman ist eine chemische Verbindung aus der Gruppe der Piperazinderivate, genauer der N-Acylpiperazine.

## Gewinnung und Darstellung
Pipobroman kann durch Reaktion von Piperazin mit 3-Brompropionylbromid gewonnen werden.

## Verwendung
Pipobroman ist ein Alkylierungsmittel, das zur Behandlung von Krebserkrankungen des Blutes angezeigt ist. Es wurde seit den 60er Jahren in der Therapie der Polycythaemia vera eingesetzt. Nachdem die Firma Abbott 2015 den Vertrieb ihres pipobrominhaltigen Medikaments Vercyte einstellte, vermarktet Delbert das Mittel in Frankreich. Auch eine klinische Wirksamkeit bei Thrombozythämie und bei Patienten mit chronischer granulozytärer Leukämie, die refraktär gegenüber Busulfan sind, ist beschrieben.

## Regulierung
Über den Safe Drinking Water and Toxic Enforcement Act of 1986 besteht in Kalifornien seit dem 1. Juli 1990 eine Kennzeichnungspflicht für Produkte, die Pipobroman enthalten.

## Externe Links zu erwähnten Verbindungen
1. ↑  Externe Identifikatoren von bzw. Datenbank-Links zu 3-Brompropionylbromid:  CAS-Nr.: 7623-16-7, PubChem: 10998423, ChemSpider: 9173615, Wikidata: Q82271259.